# 구조 가네자네

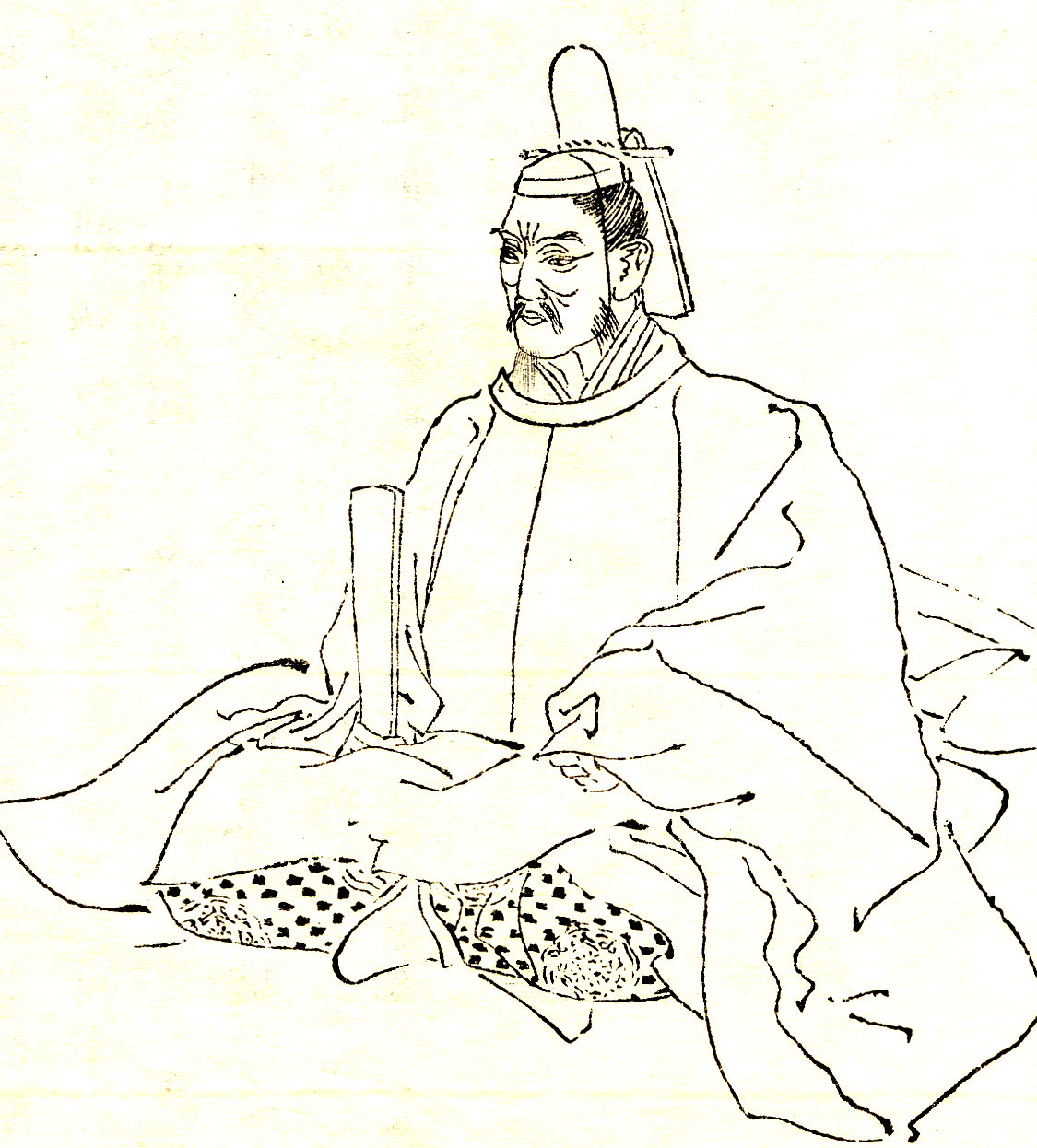
구조 가네자네 (기쿠치 요사이 그림)

구조 가네자네(일본어: 九条 兼実 くじょう かねざね[*], 규안 5년(1149년) ~ 조겐 원년 음력 4월 5일(1207년 5월 3일))는 헤이안 시대 말기부터 가마쿠라 시대 전기의 공경이다. 관위는 종1위, 섭정, 관백, 태정대신. 통칭은 고홋쇼지 관백(後法性寺関白).
구조가의 시조로서 구조 가문에서 분가한 이치조가과 니조가의 시조이기도 하다. 오섭가(五摂家) 중 위의 세 가문을
구조류(九条流)라고도 한다.
후지와라노 다다미치의 육남이다. 동복 형제 4명 중 장자이다. 동복 동생은 후지와라노 가네후사(藤原兼房), 지엔 등이 있고 이복 형으로는 고노에 모토자네, 마쓰도노 모토후사, 이복 동생으로는 고후쿠지의 신엔(信円) 등이 있다.
대표작으로는 옥엽(玉葉) 등이 있다.

## 진적
- 나카야마 세쓰(中山切)
- 쇼분 조안(処分状案)
- 쓰네키리/교세쓰(経切)

등

## 참고 문헌
- 가노 시게후미 『명월 뭉게구름 없음 공가 일기의 세계』 카자마 서점, 2002년. ISBN 978-4-7599-1332-3.(加納重文 『明月片雲無し 公家日記の世界』 風間書房、2002年。)

## 출연 작품
- 풀이 불탄다(草燃える) NHK대하 드라마, 1979년(쇼와 54년) 주연: 타카하시 마사야
- 불길이 일다(炎立つ) NHK대하 드라마, 1993년(헤이세이 5년) ~ 1994년(헤이세이 6년) 주연: 사이토 요스케
- 다이라노 기요모리(平清盛) NHK대하 드라마, 2012년(헤이세이 24년) 주연: 아이지마 카즈유키